# 四十八角形

正四十八角形

四十八角形（よんじゅうはちかくけい、よんじゅうはちかっけい、tetracontaoctagon）は、多角形の一つで、48本の辺と48個の頂点を持つ図形である。内角の和は8280°、対角線の本数は1080本である。

## 正四十八角形
正四十八角形においては、中心角と外角は7.5°で、内角は172.5°となる。一辺の長さが a の正四十八角形の面積 S は
{\displaystyle S={\frac {48}{4}}a^{2}\cot {\frac {\pi }{48}}\simeq 183.08462a^{2}}
{\displaystyle {\begin{aligned}S&=12a^{2}\cot {\frac {\pi }{48}}\\&=12a^{2}\left(2+{\sqrt {3}}+{\sqrt {8+4{\sqrt {3}}}}+{\sqrt {16+8{\sqrt {3}}+2{\sqrt {104+60{\sqrt {3}}}}}}\right)\\&=12a^{2}\left(2+{\sqrt {3}}+({\sqrt {6}}+{\sqrt {2}})+{\sqrt {16+8{\sqrt {3}}+10{\sqrt {2}}+6{\sqrt {6}}}}\right)\\&=12a^{2}\left(2+{\sqrt {3}}+({\sqrt {6}}+{\sqrt {2}})+2{\sqrt {4+2{\sqrt {3}}+{\sqrt {26+15{\sqrt {3}}}}}}\right).\end{aligned}}}
{\displaystyle \cos(2\pi /48)}を有理数と平方根で表すことが可能である。
{\displaystyle \cos {\frac {2\pi }{48}}=\cos {\frac {\pi }{24}}=\cos \left(7.5^{\circ }\right)={\frac {1}{2}}{\sqrt {2+{\sqrt {2+{\sqrt {3}}}}}}={\frac {1}{4}}{\sqrt {8+2{\sqrt {6}}+2{\sqrt {2}}}}}

### 正四十八角形の作図
正四十八角形は定規とコンパスによる作図が可能な図形である。